# Есаян, Олег Есаевич
Олег Есаевич Есаян (арм. Օլեգ Եսայու Եսայան; род. 12 ноября 1946, село Сос, Мартунинский район, Азербайджанская ССР) -  государственный деятель и дипломат Республики Армения.

## Биография
- 1955—1965 — Мартунинская общеобразовательная школа.
- 1965—1970 — экономический факультет Ереванского государственного университета. Член КПСС (до 1991).
- 1981—1985 — аспирантура Московского института управления. Кандидат экономических наук (1985).
- 1974—1989 — работал экономистом в сельском хозяйстве НКАО, затем перешел на преподавательскую работу в Степанакертский педагогический институт.
- 1989—1991 — был заведующим социально-экономическим отделом комитета особого управления Нагорно-Карабахской Автономной области.
- 1989—2001 — представлял непризнанную НКР на многочисленных международных научных конференциях и форумах. Член-корреспондент Российской гуманитарной академии (1998). Академик МАНПО (2001). Автор ряда научных работ, посвященных экономическим проблемам, в том числе и Нагорного Карабаха.
- До декабря 1991 — начальник планово-экономического управления и первый заместитель председателя исполкома областного совета НКАО.
- 1991—1992 — депутат Верховного совета НКАО, а с января 1992 — премьер-министр НКАО.
- 1992—1996 — работал в Арцахском государственном университете деканом экономического факультета, затем проректором по учебной части и заведующим кафедрой экономики.
- С декабря 1996 — был назначен членом правительства, начальником статуправления НКР.
- 1997—2000 — был депутатом и спикером парламента НКР.
- 2000—2005 — переизбран спикером парламента НКР.
- 2005—2006 — председатель комиссии по ценным бумагам Армении.
- С 2006 по 2010 год — Чрезвычайный и Полномочный Посол Армении в Белоруссии.
- С 2010 по 2017 год — Чрезвычайный и Полномочный Посол Армении в России.
- С 2017 по 2018 год — Чрезвычайный и Полномочный Посол Армении в Белоруссии[1][2].

## Награды
- Орден «За заслуги перед Отечеством» II степени (15 сентября 2017 года) — по случаю Дня Независимости Республики Армения, за эффективную деятельность в сфере дипломатии[3].
- Медаль Анании Ширакаци.